# Doppelzentrum
Ein Doppelzentrum ist in der Raumordnung der Verbund zweier zentraler Orte auf Grund ihrer geographischen Nähe, wobei die administrative Selbständigkeit – im Gegensatz zu einer Städtefusion – bewahrt wurde. Allerdings wird der Begriff Doppelzentrum nur in der Landes- und Regionalplanung weniger Länder in Deutschland verwendet (überwiegend Baden-Württemberg und Rheinland-Pfalz). Das Landesentwicklungsprogramm Bayern kennt als Oberbegriff das Mehrfachzentrum, das auch aus mehr als zwei Orten bestehen kann.

## Doppelzentren in Deutschland
In Deutschland gibt es eine Reihe von – teilweise länderübergreifenden – Doppelzentren.
- Böblingen – Sindelfingen (Baden-Württemberg)
- Lörrach – Weil am Rhein (als Vororte der schweizerischen Stadt Basel in Baden-Württemberg)
- Mannheim – Ludwigshafen am Rhein (Baden-Württemberg/Rheinland-Pfalz)
- Ravensburg – Weingarten (Baden-Württemberg)
- Reutlingen – Tübingen (Baden-Württemberg)
- Ulm – Neu-Ulm (Baden-Württemberg/Bayern)
- Diez – Limburg an der Lahn (Rheinland-Pfalz/Hessen)
- Mainz – Wiesbaden (Rheinland-Pfalz/Hessen)
- Saalfeld/Saale – Rudolstadt (Thüringen; seit neuestem zusammen mit Bad Blankenburg tripolares Zentrum)
- Suhl – Zella-Mehlis (Thüringen)

Im Rahmen von Gebietsreformen wurden eng benachbarte Städte zu einer Stadt vereint, die deshalb nicht als Doppelzentren bezeichnet werden, aber einen starken „Doppelzentrum-Charakter“ aufweisen:
- Bietigheim-Bissingen (Baden-Württemberg)
- Castrop-Rauxel (Nordrhein-Westfalen)
- Garmisch-Partenkirchen (Bayern)
- Rheda-Wiedenbrück (Nordrhein-Westfalen)
- Villingen-Schwenningen (Baden-Württemberg)
- Ribnitz-Damgarten (Mecklenburg-Vorpommern)
- Bitterfeld-Wolfen (Sachsen-Anhalt)
- Dessau-Roßlau (Sachsen-Anhalt)
- Zeulenroda-Triebes (Thüringen)

Auch hinter einigen Fusionsstädten ohne Bindestrich-Namen können sich echte ehemalige Doppelzentren verbergen (alle in Nordrhein-Westfalen):
- Bergisch Gladbach (Bergisch Gladbach – Bensberg)
- Duisburg (Duisburg – Hamborn, 1929–35 Duisburg-Hamborn)
- Gelsenkirchen (Gelsenkirchen – Buer, 1928–1930 Gelsenkirchen-Buer)
- Herne (Herne – Wanne-Eickel)
- Mönchengladbach (Mönchengladbach – Rheydt)
- Wuppertal (Elberfeld – Barmen, 1929–1930 Barmen-Elberfeld)

## Mehrfachzentren in Bayern
In Bayern werden Doppel-, Dreifach- und Vierfachzentren als Mehrfachzentren bezeichnet. Aus mehr als zwei Orten bestehende Mehrfachzentren sind dort gemäß Landesentwicklungsprogramm 2018:
- die Kreisstadt Altötting und die Städte Neuötting und Burghausen bilden ein Oberzentrum,
- die Große Kreisstadt Deggendorf und die Stadt Plattling bilden ein Oberzentrum,
- die Große Kreisstadt Dillingen an der Donau und die Stadt Lauingen (Donau) bilden ein Oberzentrum,
- die Große Kreisstadt Günzburg und die Stadt Leipheim bilden ein Oberzentrum,
- die Große Kreisstadt Marktredwitz und die Kreisstadt Wunsiedel bilden ein Oberzentrum,
- die Kreisstadt Mühldorf am Inn und die Stadt Waldkraiburg bilden ein Oberzentrum,
- die Große Kreisstadt Selb und die Stadt Aš in Tschechien bilden ein Oberzentrum,
- die Städte Waldsassen und Cheb in Tschechien bilden ein Oberzentrum,
- die drei kreisfreien Großstädte Nürnberg, Fürth und Erlangen und die kreisfreie Stadt Schwabach bilden eine Metropole, den Kern der Planungsregion sowie der Europäischen Metropolregion Nürnberg,
- die vier Mittelzentren Tegernsee (Stadt), Rottach-Egern (Gemeinde), Bad Wiessee (Gemeinde) und Gmund am Tegernsee (Gemeinde) des Landkreises Miesbach, Teil der Planungsregion Oberland,
- die drei Mittelzentren und kreisangehörigen Städte Burglengenfeld, Maxhütte-Haidhof und Teublitz des Landkreises Schwandorf, Teil der Planungsregion Oberpfalz-Nord,
- die drei Mittelzentren und kreisangehörigen Städte Eschenbach in der Oberpfalz, Grafenwöhr und Pressath des Landkreises Neustadt an der Waldnaab, ebenfalls Teil der Planungsregion Oberpfalz-Nord,
- die drei Mittelzentren Obernburg am Main (Stadt), Elsenfeld (Markt) und Erlenbach am Main (Stadt) des Landkreises Miltenberg, Teil der Planungsregion Bayerischer Untermain.

## Metropolregionen in Deutschland
Darüber hinaus gibt es in Deutschland Regionen mit wirtschaftlicher Verbundenheit von mehr als zwei Städten, die sich teilweise über mehrere Länder ausbreiten:
- Metropolregion Nürnberg (Nürnberg – Fürth – Erlangen – Schwabach, Bayern)
- Metropolregion Rhein-Neckar (Baden-Württemberg, Rheinland-Pfalz, Hessen)
- Metropolregion Rhein-Ruhr (Nordrhein-Westfalen)
  - Ruhrgebiet (Teil der Metropolregion Rhein-Ruhr)
- Rhein-Main-Gebiet (Hessen, Rheinland-Pfalz, Bayern)

## Normen und Standards
- VwV Regionalpläne – Verwaltungsvorschrift über die Aufstellung von Regionalplänen und die Verwendung von Planzeichen (Baden-Württemberg)